# San Cassiano (Sarnano)
San Cassiano è una frazione del comune di Sarnano.

## Geografia fisica
La frazione sorge a 597 m s.l.m, a 3,27 km in linea d'aria da centro di Sarnano.

## Storia

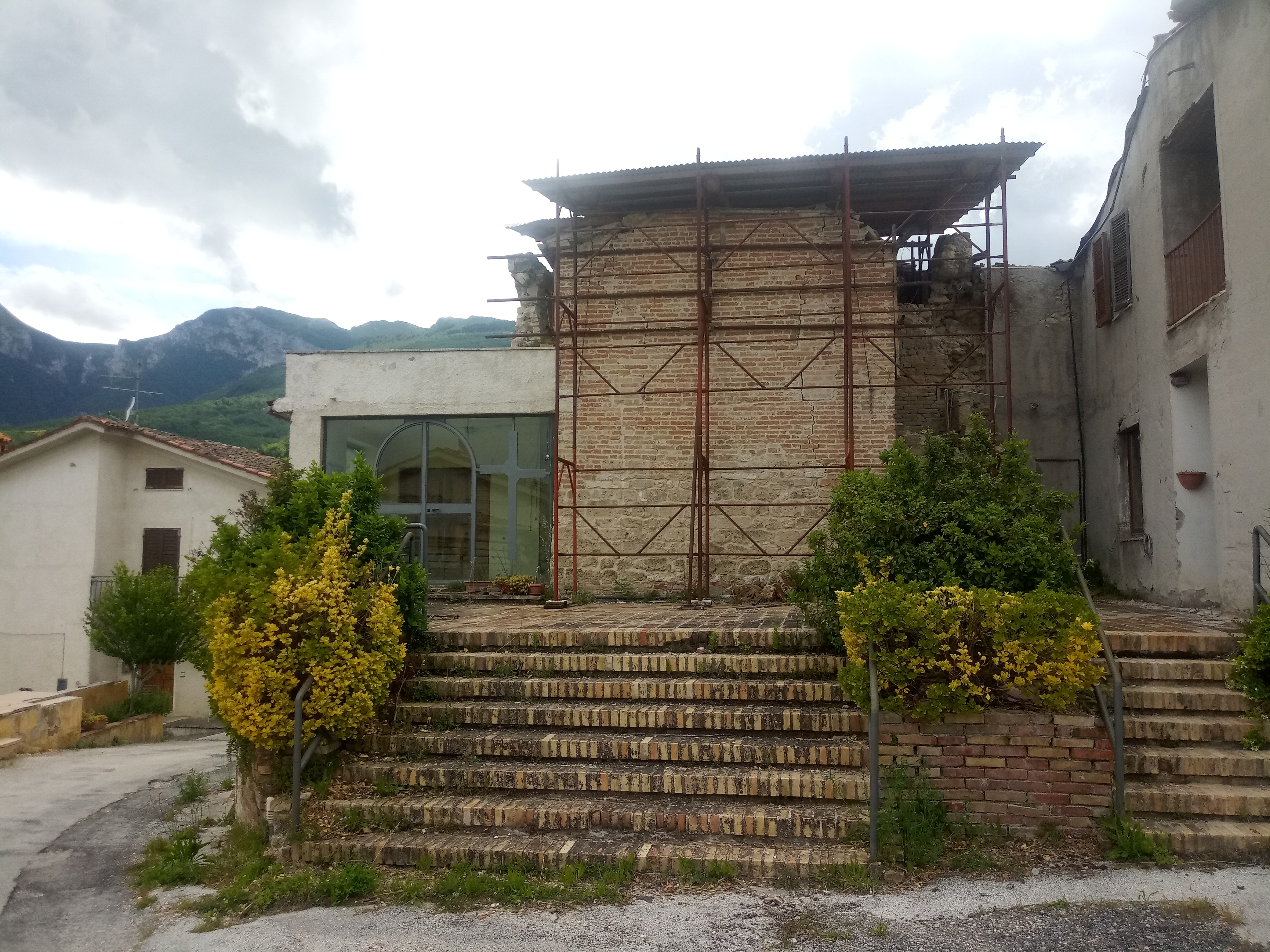
Chiesa di San Cassiano

Colpita duramente durante il terremoto del Centro Italia del 2016 e del 2017, il 31 dicembre 2017 ricevette i moduli abitativi S.A.E. per gli sfollati. Il ritardo di quattro giorni rispetto al previsto nella consegna fu deciso dall'allora sindaco di Sarnano Franco Ceregioli, a causa delle condizioni fatiscenti dei moduli abitativi.

## Monumenti e luoghi d'interesse
- Chiesa di San Cassiano[5], dalla quale proviene una tavola con la Deposizione dipinta forse nel 1573 da Simone de Magistris, oggi nella Pinacoteca Comunale.[6]